# The Good German
El buen alemán (2006) es una película estadounidense dirigida por Steven Soderbergh y protagonizada por George Clooney, Cate Blanchett y Tobey Maguire. El film está basado en la novela homónima de Joseph Kanon. 

## Argumento
En el Berlín del final de la II Guerra Mundial, el periodista Jake Geismar (George Clooney) investiga el caso de su antigua amante: Lena Brandt (Cate Blanchett). Su marido ha desaparecido y está en búsqueda y captura por Estados Unidos y la URSS.

## Reparto
- George Clooney - Capitán Jacob "Jake" Geismar
- Cate Blanchett - Lena Brandt
- Tobey Maguire - Cabo Patrick Tully
- Beau Bridges - Coronel Muller
- Tony Curran - Danny
- Leland Orser - Capitán Bernie Teitel
- Jack Thompson - Congresista Breimer
- Robin Weigert - Hannelore
- Ravil Isyanov - General Sikorsky
- Dave Power - Teniente Hasso Schaeffer
- Christian Oliver - Emil Brandt

## Premios
Premios Sant Jordi
| Año  | Categoría               | Persona        | Resultado |
| ---- | ----------------------- | -------------- | --------- |
| 2007 | Mejor actriz extranjera | Cate Blanchett | Ganadora  |

- Premio Las Vegas Film Critics Society 2006: a la mejor música  (Thomas Newman).

Nominaciones
- Premio Oscar 2007: a la música más destacada – cine (Thomas Newman).
- Premio Oso de Oro 2007: a Steven Soderbergh.